# Roussinova černá sůl
Roussinova černá sůl je anorganická sloučenina se vzorcem KFe4S3(NO)7; draselná sůl aniontu [Fe4S3(NO)7]−, patřícího mezi nitrosylové komplexy. Tuto látku popsal Zacharie Roussin v roce 1858.

## Struktura
Geometrie aniontu odpovídá neúplnému kubanu, s C3v symetrií.

Struktura hydrátu amonné soli [Fe_{4}S_{3}(NO)_{7}]^{−}

## Příprava
Roussinova černá sůl se připravuje reakcí kyseliny dusité, hydroxidu draselného, sulfidu draselného a síranu železnatého ve vodném roztoku.
Další možností je přeměna Roussinovy červené soli v mírně kyselém prostředí. Tato reakce je vratná a přidáním zásady lze obnovit červenou sůl.

## Použití
Roussinova černá sůl se používá jako zdroj oxidu dusnatého.
Tato sůl má také antibakteriální vlastnosti, využívané při zpracování potravin.